# Pinky Dinky Doo
Pinky Dinky Doo ist eine kanadisch-US-amerikanische Zeichentrickserie für Kinder im Vorschulalter, die zwischen 2006 und 2011 produziert wurde.

## Handlung
Die siebenjährige Pinky lebt mit ihren Eltern, ihrem kleinen Bruder Titus und ihrem Meerschweinchen in einer Großstadt. Sie hat eine blühende Fantasie, Kreativität und Vorstellungskraft. So erzählt sie ihrem Bruder immer eine lustige, verrückte oder spannende Geschichte, wenn er ein Problem hat, und hilft ihm dabei, eine Lösung dafür zu finden. 

## Produktion und Veröffentlichung
Die Serie wurde zwischen 2006 und 2011 von Canadian Broadcasting Corporation, Cartoon Pizza, Sesame Workshop und Cookie Jar Entertainment in den Vereinigten Staaten und in Kanada produziert. Dabei sind zwei Staffeln mit 104 Folgen entstanden. 
Erstmals wurde die Serie am 10. April 2006 auf Noggin und CBC Television ausgestrahlt. Die deutsche Erstausstrahlung fand am 1. September 2007 auf dem Disney Channel statt. Weitere Wiederholungen erfolgten auf Playhouse Disney und Super RTL. Zudem wurde die Serie auf DVD veröffentlicht.

## Konzeption
Die Serie ist darauf konzipiert, den Prozess des Geschichten-Erzählens für Kinder zu veranschaulichen. Sie möchte den Zuschauern vermitteln, dass Geschichten aus einer Idee heraus entstehen und jeder Mensch die eigene Vorstellungskraft nutzen kann, um individuelle und fantasievolle Erzählungen zu kreieren.
Jede Episode hat einen wiederkehrenden Aufbau und behandelt ein bestimmtes Problem, welches durch Pinkys kreative Geschichten aufgelöst wird. Zudem stellen sie und ihre Freunde jeweils ein großes, ausgefallenes Wort vor. Am Ende einer Geschichte lädt Pinky die Zuschauer zu interaktiven Spielen ein, welche die Handlung noch einmal aufgreifen.
Innerhalb der Serie werden grundlegende Elemente von Erzählungen eingeführt. Pinkys Geschichten und Spiele richten die Aufmerksamkeit der Kinder auf die Charaktere, den Dialog, die Hauptaspekte einer Handlung, den Ablauf der Ereignisse und verschiedene Details.

## Synchronisation
Die deutsche Synchronfassung entstand unter der Dialogregie und nach einem Buch von Mario von Jascheroff.
| Rolle            | Originalsprecher                 | Deutscher Sprecher           |
| ---------------- | -------------------------------- | ---------------------------- |
| Pinky Dinky Doo  | India Ennenga                    | Josephine von Jascheroff     |
| Mama Dinky Doo   | Heather Dilly                    | Christin Marquitan           |
| Papa Dinky Doo   | Jim Jinkins                      | Peter Flechtner              |
| Nicholas Bisquit | Katherine Rose Riley (Staffel 1) | Marlon Flechtner (Staffel 1) |
| Nicholas Bisquit | Justin Riordan (Staffel 2)       | Felix Saalfrank (Staffel 2)  |
| Daphne           | –                                | Soraya Richter               |

## Episodenliste

### Staffel 1
| Folge (gesamt) | Folge (Staffel) | deutscher Titel                                | Originaltitel                                   |
| 1              | 01              | Wo sind meine Schuhe?                          | Where Are My Shoes?                             |
| 2              | 02              | Pinky Dinky Doo und die Weltraum-Muffins       | Pinky Dinky Doo and the Outer Space Fluffy Buns |
| 3              | 03              | Titus’ großes Solo                             | Tyler’s Great Big Solo                          |
| 4              | 04              | Buntpocken-Pünktchen                           | Polka Dot Pox                                   |
| 5              | 05              | Pinky und das mürrische Krokodil               | Pinky and the Grumpy Alligator                  |
| 6              | 06              | Der komische Club                              | The Horn and Antler Club                        |
| 7              | 07              | Titus Dinky Doo und die Piraten                | Tyler Dinky Doo and the Pirate Crew             |
| 8              | 08              | Pinky Dinky Doo und die vermissten Dinosaurier | Pinky Dinky Doo and the Missing Dinosaurs       |
| 9              | 09              | Pinky und der Pizza-Künstler                   | Pinky Dinky Doo and the Pizza Artist            |
| 10             | 10              | Pinky Dinky Doo und die Kuscheltierparty       | Pinky Dinky Doo and the Party Animals           |
| 11             | 11              | Titus’ Wachsometer                             | Tyler’s Tall O’Meter                            |
| 12             | 12              | Pinky und die Wolkenmenschen                   | Pinky Dinky Doo and the Cloud People            |
| 13             | 13              | Titus Dinky Doo macht Buh                      | Tyler Dinky Doo’s Big Boo                       |
| 14             | 14              | Pinky und die neue Lehrerin                    | Pinky and the New Teacher                       |
| 15             | 15              | Super-Titus Dinky Doo                          | Tyler Dinky Doo to the Rescue                   |
| 16             | 16              | Pinky schrumpft                                | Shrinky Pinky                                   |
| 17             | 17              | Titus und das coole Spiel                      | Tyler’s Too Cool Game                           |
| 18             | 18              | Herr Meerschwein reißt aus                     | Come Home, Little Guinea Pig                    |
| 19             | 19              | Pinky und der Super-Spaghetti-Knoten           | Pinky and the Super Spaghetti Knot              |
| 20             | 20              | Pinky und die verwuschelten Haare              | Back to School Is Cool                          |
| 21             | 21              | Titus und das Fußballspiel                     | Tyler Dinky Doo’s Sporting News                 |
| 22             | 22              | Der Drache und der Deckelbecher                | Dragon Needs a Sippy Cup                        |
| 23             | 23              | Titus und die Legende vom Baummenschen         | Tyler Dinky Doo and the Legend of Twigfoot      |
| 24             | 24              | Pinky und der große Regentag                   | Pinky and the Big Rainy Day                     |
| 25             | 25              | Pinkys furchtbar toller Tag                    | Pinky’s Awful Good Day                          |
| 26             | 26              | Titus und der schicke Anzug                    | Tyler’s Neat-o Tuxedo                           |
| 27             | 27              | Pinky und die verschneite Poolparty            | Pinky’s Wintery Dintery Doo                     |
| 28             | 28              | Pinkys großes Konzert                          | Pinky’s Great Big Concert                       |
| 29             | 29              | Pinky und das Käsemonster                      | The Great Big Cheese Chase                      |
| 30             | 30              | Probieren geht über studieren                  | Try It, You’ll Like It … Pretty Much            |
| 31             | 31              | Der Pinky Dinky Duplikator                     | Pinky Dinky Duplicate                           |
| 32             | 32              | Ich will das!                                  | I Want That                                     |
| 33             | 33              | Bobby Boom, der Superheld!                     | Boom! Sonic Boom!                               |
| 34             | 34              | Pinky, das Haustier!                           | Pinky The Pet                                   |
| 35             | 35              | Der Fischtraining-Tag                          | Guppy Training Day                              |
| 36             | 36              | Pinky und der Babysitter                       | Pinky and the Babysitter                        |
| 37             | 37              | Titus’ Glückssocke                             | Tyler’s Lucky Sock                              |
| 38             | 38              | Titus’ Pyjama-Party                            | Tyler’s Best Sleepover Ever                     |
| 39             | 39              | Pinky und die Talent-Show                      | Pinky’s Big Talent                              |
| 40             | 40              | Die verschwundene Trompete                     | Pinky Dinky Re-Doo                              |
| 41             | 41              | Titus und die Superfamilie                     | Tyler’s Super Family                            |
| 42             | 42              | Pinky und die Eismaschine                      | Pinky and the Ice Cream Babies                  |
| 43             | 43              | Herr Meerschwein und der Riesen-Knochen        | Mr. Guinea Pig and the Big Bone                 |
| 44             | 44              | Herr Meerschwein, der Superstar                | Mr. Guinea Pig, Superstar                       |
| 45             | 45              | Pinky und das pinke Phänomen                   | Pinky and the Pink Phenomenon                   |
| 46             | 46              | Das große Rad-Rennen                           | Two Wheel Dreams                                |
| 47             | 47              | Ab ins Bett, Titus!                            | Go To Bed, Tyler!                               |
| 48             | 48              | Herr Meerschwein und die Zahnfee               | Mr. Guinea Pig’s Loose Tooth                    |
| 49             | 49              | Die Steinzeit-Pinky                            | Think Pink                                      |
| 50             | 50              | Titus’ erster Flug                             | Tyler’s First Flight                            |
| 51             | 51              | Pinky und das Kartenschloss                    | Pinky and the Castle Of Cards                   |
| 52             | 52              | Papi und sein besonderes Hemd                  | Daddy’s Special Shirt                           |

### Staffel 2
| Folge (gesamt) | Folge (Staffel) | deutscher Titel                    | deutsche Erstausstrahlung | Originaltitel                |
| 53             | 01              | Pinkys Riesenidee                  | 10.01.2011                | Pinky Thinky Doo             |
| 54             | 02              | Titus’ Geschichte                  | 10.01.2011                | Big Brain Block              |
| 55             | 03              | Toots tutender Rüssel              | 11.01.2011                | Tooting Trunk                |
| 56             | 04              | Angst vor der Dunkelheit           | 11.01.2011                | In The Dark                  |
| 57             | 05              | Stinkie Pinky Doo                  | 12.01.2011                | Stinky Pinky Doo             |
| 58             | 06              | Der Wettbewerb                     | 12.01.2011                | Kooky Cook Off               |
| 59             | 07              | Der große Plätzelini               | 13.01.2011                | The Great Biscotti           |
| 60             | 08              | Raketenblitz                       | 13.01.2011                | Speed Rocket                 |
| 61             | 09              | Um Erlaubnis fragen                | 14.01.2011                | Always Ask First             |
| 62             | 10              | Ein Film für die Familie           | 14.01.2011                | Trip Not Taken               |
| 63             | 11              | Rülpszilla                         | 17.01.2011                | Burpzilla                    |
| 64             | 12              | Das Geburtstagsgeschenk            | 17.01.2011                | Happy Burp Day               |
| 65             | 13              | Die kaputte Geschichtenbox         | 18.01.2011                | Taylor’s Storyboard Desaster |
| 66             | 14              | Luftballon-Füße                    | 27.02.2012                | Balloony Feet                |
| 67             | 15              | Blob hört nicht zu                 | 27.02.2012                | Big Blob of Talk             |
| 68             | 16              | Vicki, das Huhn                    | 27.02.2012                | Vicki Chicken                |
| 69             | 17              | Der Wörterbuch-Dinosaurier         | 28.02.2012                | The Thundering Thesaurus     |
| 70             | 18              | Pinkys Lied                        | 28.02.2012                | The Pinkys Rock              |
| 71             | 19              | Der geheimnisvolle Planet          | 28.02.2012                | The Mystery Planet           |
| 72             | 20              | Der Unterwasser-Tanzunterricht     | 29.02.2012                | Octopus In Tap Shoes         |
| 73             | 21              | Pinky Dinky Rex                    | 29.02.2012                | Pinky Dinky Rex              |
| 74             | 22              | Pinky und der Pudel                | 29.02.2012                | Puppy Go Seek                |
| 75             | 23              | Pinky und das Mais-Quiz            | 01.03.2012                | Pop The Corn                 |
| 76             | 24              | Der Häuptling der Torten           | 01.03.2012                | Lord Of The Pies             |
| 77             | 25              | In der freien Natur                | 01.03.2012                | Great Big Nature             |
| 78             | 26              | Die Affen-Insel                    | 02.03.2012                | Monkey Town                  |
| 79             | 27              | Loch Mess, der Schmuddelsee        | 02.03.2012                | Loch Mess Lobster            |
| 80             | 28              | Super Duper Doo und der große Stau | 02.03.2012                | Super Doo and Traffic Too    |
| 81             | 29              | Die doppelte Daffinee              | 05.03.2012                | The Two Daffinees            |
| 82             | 30              | Die große Hitze                    | 05.03.2012                | Hot Hot Hot                  |
| 83             | 31              | Das blaue Riesenkaninchen          | 06.03.2012                | Legend of The Big Blue       |
| 84             | 32              | Der Glücksbringer                  | 06.03.2012                | Ponytail Power               |
| 85             | 33              | Pinkys Geschenk                    | 07.03.2012                | Pinky’s Perfect Present      |
| 86             | 34              | Sherlock Pinky                     | 07.03.2012                | Pinky Squeaks                |
| 87             | 35              | Das große Bohnen-Festival          | 08.03.2012                | Great Big Bean Festival      |
| 88             | 36              | Wo ist meine Mami?                 | 08.03.2012                | Are You My Mummy?            |
| 89             | 37              | Titus’ T-Shirt                     | 09.03.2012                | Tyler’s Silly Shirt          |
| 90             | 38              | Die fehlende Seite                 | 09.03.2012                | Pinky’s Missing Page         |
| 91             | 39              | Tipsi Topsi                        | 12.03.2012                | Tipsy Topsy                  |
| 92             | 40              | Strecki streckt sich               | 12.03.2012                | Growing Up Stretchy          |
| 93             | 41              | Das Quietschalum Hotel             | 13.03.2012                | Squeedorp Grand              |
| 94             | 42              | Der spezielle Hut-Tag              | 13.03.2012                | The Pinkyriffic Hat          |
| 95             | 43              | Titus und die vier „M“             | 14.03.2012                | Tyler and the 4 M’s          |
| 96             | 44              | Versprochen ist versprochen        | 14.03.2012                | A Promise Is a Promise       |
| 97             | 45              | Titus und das Glühwürmchen         | 15.03.2012                | What’s Bugging Tyler         |
| 98             | 46              | Herrn Meerschweins Museum          | 15.03.2012                | Mr. Guinea Pig’s Museum      |
| 99             | 47              | Wassertropfen                      | 16.03.2012                | Teeny Weeny Waste            |
| 100            | 48              | Pinky und die Ente                 | 16.03.2012                | Pinky and the Duck           |
| 101            | 49              | Das große Neujahrs-Fest            | 19.03.2012                | Great Big New Year           |
| 102            | 50              | Froher neues Dinky Doo Jahr        | 19.03.2012                | Pinky’s Happy Doo Year       |
| 103            | 51              | Pinkys verrückteste Geschichte     | 20.03.2012                | Pinky’s Silliest Story       |
| 104            | 52              | Titus’ Riesenidee                  | 20.03.2012                | Tyler’s Big Idea             |